# 미켈란쉐르빌
미켈란쉐르빌(영어: Michelan CHEREVILLE)은 대한민국 경기도 성남시 분당구 정자동에 위치하고 있다.

## 같이 보기
- 성남시의 마천루 목록